# Canoni apostolici
I Canoni apostolici sono una raccolta di antichi decreti ecclesiastici concernenti il governo e la disciplina della chiesa paleocristiana; costituiscono l'ultimo capitolo dell'ottavo libro delle Costituzioni apostoliche, risalente all'ultima parte del IV secolo.
Sono ottantacinque canoni tratti da concili del IV secolo, che codificano la disciplina ecclesiastica che era già in vigore prima del Concilio di Nicea nel 325, e che verrà confermata anche dai concili ecumenici successivi.
Furono approvati dall'orientale Concilio in Trullo, nel 692, ma respinti da Papa Costantino.
Nella Chiesa cattolica d'occidente solo cinquanta di questi canoni furono diffusi, tradotti in latino da Dionigi il Piccolo nel 500, e inclusi nelle collezioni canoniche occidentali e in seguito nel Corpus Juris Canonici.
Il canone n. 85 contiene un elenco di libri canonici, quindi è importante per la storia del Canone biblico.